# Mount Simpson (Seychellen)
Mount Simpson ist ein Gipfel der Seychellen. Er befindet sich auf der Hauptinsel Mahé.

## Geographie
Der Berg liegt auf demselben Grat wie Morne Seychellois und Congo Rouge. Er ist zusammen mit seinem kleineren Nachbarn Mont Le Niol einer der nordwestlichsten Gipfel des Morne Seychellois-Massivs. Er erreicht eine Höhe von mit 568 m (565 m) und seine Nordflanke fällt nach Bel Ombre zum Meer hin ab. Er ist von tropischem Regenwald bedeckt und liegt im Gebiet des Morne-Seychellois-Nationalparks.